# Freestyle-Skiing-Weltmeisterschaften 2005
Die 11. Freestyle-Skiing-Weltmeisterschaften fanden vom 17. bis 20. März 2005 in Ruka, Finnland statt.
Die Attraktivität der Freestyle-Skiing-Weltmeisterschaften wurde mit der Aufnahme der neuen Bewerbe Halfpipe und Skicross erhöht. Während die Halfpipe vom Snowboarding bestens bekannt ist, war Skicross bis vor vier Jahren in Europa relativ unbekannt, obwohl die Sportart unter dem Namen Skier Cross in den USA boomte. Die FIS hat sich mittlerweile zu dem Trend bekannt und veranstaltet seit der Saison 2002/03 eine eigene Weltcuptour. Mit den ersten Weltmeisterschaften im Rahmen der Freestyle-Skiing-Weltmeisterschaft erlebte die neue Trendsportart ihren bisher größten Höhepunkt.
Rund 300 Athleten aus 30 Nationen gingen in den fünf Disziplinen an den Start. In Ruka fanden damit seit der ersten Freestyle-WM in Tignes 1986 die größten Titelkämpfe dieser Sportart statt.

## Männer

### Halfpipe
Von 19 Teilnehmern waren zehn für die Finalläufe qualifiziert.
| Platz | Land       | Sportler            |
| ----- | ---------- | ------------------- |
| 1     | Frankreich | Mathias Wecxsteen   |
| 2     | Frankreich | Loïc Collomb-Patton |
| 3     | Kanada     | Corey Vanular       |
| 4     | Norwegen   | Andreas Håtveit     |
| 5     | Schweden   | Jon Olsson          |
| 6     | Schweiz    | Reto Comincioli     |
| 7     | Frankreich | Laurent Favre       |
| 8     | Finnland   | Kalle Leinonen      |
| 9     | Kanada     | Matthew Hayward     |
| 10    | USA        | Tyler Peterson      |

| Datum: 17. März 2005 |
| Markus Kaiser (14.)  |
| Andy Gloor (16.)     |

### Skicross
Am Wettbewerb nahmen 46 Sportler teil, von denen 32 für die Viertelfinale qualifiziert waren. 16 erreichten das Halb- und acht das Finale.
| Platz | Land       | Sportler       |
| ----- | ---------- | -------------- |
| 1     | Tschechien | Tomáš Kraus    |
| 2     | Schweden   | Jesper Brugge  |
| 3     | Norwegen   | Audun Grønvold |
| 4     | Schweden   | Tommy Eliasson |
| 5     | Schweden   | Lars Lewén     |
| 6     | Schweiz    | Mike Schmid    |
| 7     | Finnland   | Juha Haukkala  |
| 8     | Tschechien | Stanley Hayer  |

| Datum: 18. März 2005    |
| Isidor Grüner (9.)      |
| Richard Spalinger (10.) |
| Andreas Steffen (11.)   |
| Roman Hofer (13.)       |
| Conradign Netzer (14.)  |
| Wolfgang Auderer (17.)  |
| Markus Wittner (21.)    |

### Aerials
Beim Aerials traten 27 Sportler an. Nach der Qualifikation kämpften zwölf von ihnen um die Medaillen und Plätze.
| Platz | Land     | Sportler                |
| ----- | -------- | ----------------------- |
| 1     | Kanada   | Steve Omischl           |
| 2     | Kanada   | Jeff Bean               |
| 3     | Belarus  | Aljaksej Hryschyn       |
| 4     | Belarus  | Dsmitryj Daschtschynski |
| 5     | Kanada   | Kyle Nissen             |
| 6     | USA      | Ryan St. Onge           |
| 7     | Ukraine  | Enwer Ablajew           |
| 8     | Schweiz  | Thomas Lambert          |
| 9     | Kanada   | Warren Shouldice        |
| 10    | Belarus  | Zimafej Sliwez          |
| 11    | Russland | Dmitri Maruschtschak    |
| 12    | USA      | Jeret Peterson          |

| Datum: 18. März 2005     |
| Christian Kaufmann (19.) |

### Moguls
Bei diesem Wettbewerb traten 52 Freestyle-Skier an. 16 erreichten in der Qualifikation die Finalläufe.
| Platz | Land       | Sportler                  |
| ----- | ---------- | ------------------------- |
| 1     | USA        | Nathan Roberts            |
| 2     | Kanada     | Marc-André Moreau         |
| 3     | Australien | Dale Begg-Smith           |
| 4     | Frankreich | Guilbaut Colas            |
| 5     | USA        | Toby Dawson               |
| 6     | Kanada     | Warren Tanner             |
| 7     | Kanada     | Pierre-Alexandre Rousseau |
| 8     | Finnland   | Janne Lahtela             |
| 9     | Finnland   | Mikko Ronkainen           |
| 10    | Frankreich | Pierre Ochs               |

| Datum: 19. März 2005   |
| Grischa Weber (14.)    |
| Marco Hofstetter (24.) |
| Gerhard Blöchl (29.)   |
| Christoph Stark (31.)  |

### Dual Moguls
An diesem Wettbewerb nahmen 51 Freestyle-Skier teil. Von ihnen qualifizierten sich 32 für die nächste Runde. In weiteren Eins-gegen-Eins-Rennen schied jeweils die Hälfte der Sportler aus. Die Plätze 1 bis 8 wurden einzeln vergeben.
| Platz | Land       | Sportler                  |
| ----- | ---------- | ------------------------- |
| 1     | USA        | Toby Dawson               |
| 2     | Finnland   | Sami Mustonen             |
| 3     | USA        | Jeremy Bloom              |
| 4     | Finnland   | Mikko Ronkainen           |
| 5     | Australien | Dale Begg-Smith           |
| 6     | Japan      | Yu Masukawa               |
| 7     | Kanada     | Pierre-Alexandre Rousseau |
| 8     | Kanada     | Marc-André Moreau         |
| 9     | Russland   | Witali Gluschtschenko     |
| 10    | USA        | David Babic               |

| Datum: 20. März 2005   |
| Christoph Stark (17.)  |
| Gerhard Blöchl (17.)   |
| Christoph Stark (17.)  |
| Grischa Weber (17.)    |
| Marco Hofstetter (33.) |

## Frauen

### Halfpipe
In der Halfpipe starteten lediglich neun Snowboarderinnen. Sechs von ihnen waren für die Endrunde qualifiziert.
| Platz | Land     | Sportlerin       |
| ----- | -------- | ---------------- |
| 1     | Kanada   | Sarah Burke      |
| 2     | USA      | Kristi Leskinen  |
| 3     | Norwegen | Grete Eliassen   |
| 4     | Schweiz  | Virginie Faivre  |
| 5     | USA      | Gina Gmeiner     |
| 6     | USA      | Jaime Sundberg   |
| 7     | Schweden | Marta Ahrenstedt |
| 8     | Kanada   | Dania Assaly     |
| 9     | Kanada   | Chelsea Henitiuk |

| Datum: 17. März 2005            |
| keine Starterinnen aus D-A-CH-L |

### Skicross
Beim Skicross traten 25 Frauen zum Wettbewerb an. Für das Viertelfinale qualifizierten sich 16 von ihnen.
| Platz | Land       | Sportlerin       |
| ----- | ---------- | ---------------- |
| 1     | Österreich | Karin Huttary    |
| 2     | Schweden   | Magdalena Iljans |
| 3     | Frankreich | Ophélie David    |
| 4     | Finnland   | Anu Pesonen      |
| 5     | Frankreich | Virginie Costerg |
| 6     | Japan      | Noriko Fukushima |
| 7     | Norwegen   | Gro Kvinlog      |
| 8     | Kanada     | Anik Demers      |

| Datum: 18. März 2005       |
| Alexandra Grauvogl (10.)   |
| Katharina Gutensohn (11.)  |
| Franziska Steffen (13.)    |
| Angela Senftinger (17.)    |
| Anne-Patricia Gugger (18.) |
| Seraina Murk (20.)         |
| Maike Hujara (21.)         |
| Emilie Serain (22.)        |

### Aerials
Beim Wettbewerb starteten 26 Snowboarderinnen. Zwölf qualifizierten sich für die nächste Runde.
| Platz | Land       | Sportlerin        |
| ----- | ---------- | ----------------- |
| 1     | China      | Li Nina           |
| 2     | Schweiz    | Evelyne Leu       |
| 3     | China      | Guo Xinxin        |
| 4     | Russland   | Anna Sukal        |
| 5     | Belarus    | Ala Zuper         |
| 6     | Australien | Elizabeth Gardner |
| 7     | USA        | Emily Cook        |
| 8     | Russland   | Anna Belich       |
| 9     | Belarus    | Assol Sliwez      |
| 10    | USA        | Jana Lindsey      |

| Datum: 18. März 2005 |
| Manuela Müller (25.) |

### Moguls
Von den 29 angetretenen Snowboarderinnen qualifizierten sich 16 für die finale Runde.
| Platz | Land       | Sportlerin             |
| ----- | ---------- | ---------------------- |
| 1     | USA        | Hannah Kearney         |
| 2     | Tschechien | Nikola Sudová          |
| 3     | Österreich | Margarita Marbler      |
| 4     | Japan      | Aiko Uemura            |
| 5     | Kanada     | Jennifer Heil          |
| 6     | USA        | Jillian Vogtli         |
| 7     | USA        | Laurel Shanley         |
| 8     | Kanada     | Sylvia Kerfoot         |
| 9     | Kanada     | Stéphanie Saint-Pierre |
| 10    | Russland   | Ljudmila Dymtschenko   |

| Datum: 19. März 2005                |
| keine weiteren Starter aus D-A-CH-L |

Aufgrund der Tie-Break-Regel belegte Margarita Marbler trotz Punktegleichheit mit der zweitplatzierten Nikola Sudová den dritten Rang.

### Dual Moguls
An diesem Wettbewerb nahmen 29 Starterinnen teil. 16 erreichten nach der Qualifikation die nächste Runde, acht das Viertel- und vier das Halbfinale. Die beiden Sieger liefen um die Goldmedaille, die Unterlegenen kämpften um Bronze.
| Platz | Land       | Sportlerin           |
| ----- | ---------- | -------------------- |
| 1     | Kanada     | Jennifer Heil        |
| 2     | Norwegen   | Kari Traa            |
| 3     | Japan      | Aiko Uemura          |
| 4     | Russland   | Ljudmila Dymtschenko |
| 5     | Tschechien | Nikola Sudová        |
| 6     | Kanada     | Sylvia Kerfoot       |
| 7     | Frankreich | Sandra Laoura        |
| 8     | USA        | Laurel Shanley       |

| Datum: 20. März 2005   |
| Margarita Marbler (9.) |

## Medaillenspiegel
| Platz  | Land       |    |    |    |    |
| ------ | ---------- | -- | -- | -- | -- |
| 1      | Kanada     | 3  | 2  | 1  | 6  |
| 2      | USA        | 3  | 1  | 1  | 5  |
| 3      | Frankreich | 1  | 1  | 1  | 3  |
| 4      | Tschechien | 1  | 1  | –  | 2  |
| 5      | China      | 1  | –  | 1  | 2  |
| 5      | Österreich | 1  | –  | 1  | 2  |
| 7      | Schweden   | –  | 2  | –  | 2  |
| 8      | Norwegen   | –  | 1  | 2  | 3  |
| 9      | Finnland   | –  | 1  | –  | 1  |
| 9      | Schweiz    | –  | 1  | –  | 1  |
| 11     | Australien | –  | –  | 1  | 1  |
| 11     | Japan      | –  | –  | 1  | 1  |
| 11     | Belarus    | –  | –  | 1  | 1  |
| Gesamt | Gesamt     | 10 | 10 | 10 | 30 |